# كوري توماس
كوري توماس (بالإنجليزية: Corey Thomas)‏ هو لاعب كرة قدم أمريكية أمريكي، ولد في 6 يونيو 1975 في ويلسون في الولايات المتحدة.

## وصلات خارجية
- كوري توماس على موقع مرجع كرة القدم المحترفة.كوم (الإنجليزية)